# コロラド州の旗
コロラド州の旗（コロラドしゅうのはた）は、アメリカ合衆国コロラド州の州旗。青白青の横三色旗にコロラドの頭文字「C」がデザインされた旗である。青は空を象徴し、中央の黄色は太陽を象徴している。白は山脈につもる雪を、赤は地面の土を象徴している。
この旗は1911年にアンドリュー・カーライル・ジョンソン（Andrew Carlisle Johnson）によってデザインされ、同年6月5日にコロラド議会で承認された。しかし当時の法律で「C」の大きさや赤や青の色の濃さが規定されなかったため、いろいろ違ったデザインのものが生まれた。1929年2月28日、議会で旗の詳細が規定され、赤や青はアメリカ合衆国国旗と同じ色とされた。1964年3月31日さらに、中央の黄色の円の直径は、白の横縞と同じ幅とされた。

?1907年から1911年までの旗
?1911年から1964年までの旗